# 錫達海灘 (特拉華州)
錫達海灘（英語：Cedar Beach）是位於美國特拉華州蘇塞克斯縣的一個非建制地區。該地的面積和人口皆未知。

## 地理
錫達海灘的座標為38°55′58″N 75°19′01″W / 38.93278°N 75.31694°W，而該地的平均海拔高度為2米（即7英尺）。